# Robério Nunes

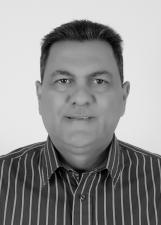
Robério Nunes

Robério Cássio Ribeiro Nunes (Macaúbas, 3 de novembro de 1964) é um advogado e político brasileiro.
Foi um deputado federal do Partido da Frente Liberal (hoje Democratas)  pela Bahia na legislatura de 2002 Foi acusado de participar da máfia das ambulâncias do Escândalo dos Sanguessugas por um empresário de quem teria cobrado propina.
Foi candidato a deputado estadual da Bahia em 2010 pelos Democratas, não sendo eleito. Em 2012, foi candidato a prefeito de Érico Cardoso, sendo eliminado no primeiro turno.